# Rudolf Alfons Scholl
Rudolf Alfons Scholl (* 10. Mai 1931 in Köln; † 20. August 2018) war ein deutscher Maler und Bildhauer. Seine Arbeiten wurden in zahlreichen Einzel- und Gruppenausstellungen gezeigt sowie vom Museum Ludwig in Köln, dem Rheinischen Landesmuseum in Bonn, dem Stadtmuseum Siegburg sowie dem Museum Baden (Kunstmuseum Solingen) angekauft.

## Werdegang
Scholl wurde 1931 in Köln geboren und studierte zwischen 1956 und 1962 an der Staatlichen Kunstakademie Düsseldorf bei Bruno Goller und den Kölner Werkschulen bei Otto Gerster. 1961 gründete er zusammen mit  Hans-Joachim Block, Ben Granzer, Peter Ohlow  und Jürgen Hans Grümmer die Gruppe „mal fünf“. 
1963 wurde er mit dem Förderpreis für Malerei der Stadt Köln ausgezeichnet. Er lebte und arbeitete in Köln. 

## Arbeiten
In Scholls frühen Arbeiten – Zeichnungen, Aquarellen und Ölbildern der späten 50er Jahre – erkannte der Kunsthistoriker Karl Ruhrberg Einflüsse des „Tachismus“ bzw. Informel. Scholl stellte in dieser Zeit u. a. im Kölnischen Kunstverein in Gruppenausstellungen Kölner Künstler sowie mit Einzelausstellungen der Galerie Boisserée aus.

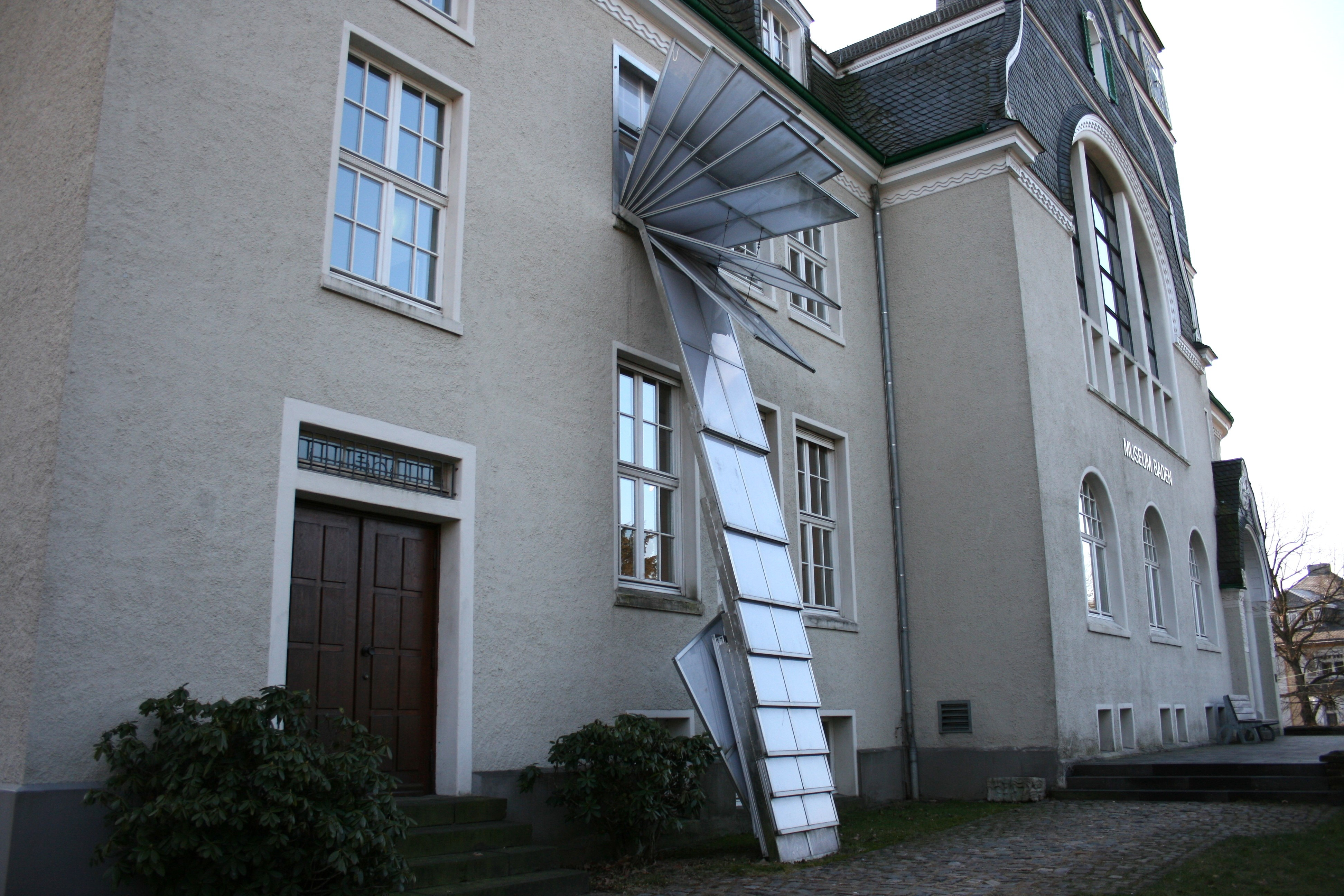
Solinger Fenstersturz, Installation am Kunstmuseum Solingen 2004

Seit 1966 entstanden auch plastische Arbeiten. Im Gegensatz zu seinen Zeitgenossen der 60er Jahre experimentierte er nicht mit neuen Materialien und Medien, sondern konzentrierte sich in seinen Arbeiten mit Holz, Stein und Metall auf die Form und „eigene Lösungen im Schnittpunkt von Skulptur und Bewegung, Statik und Dynamik.“ Seit 1978 entstand die Serie Der Sockel und sein Objekt. 

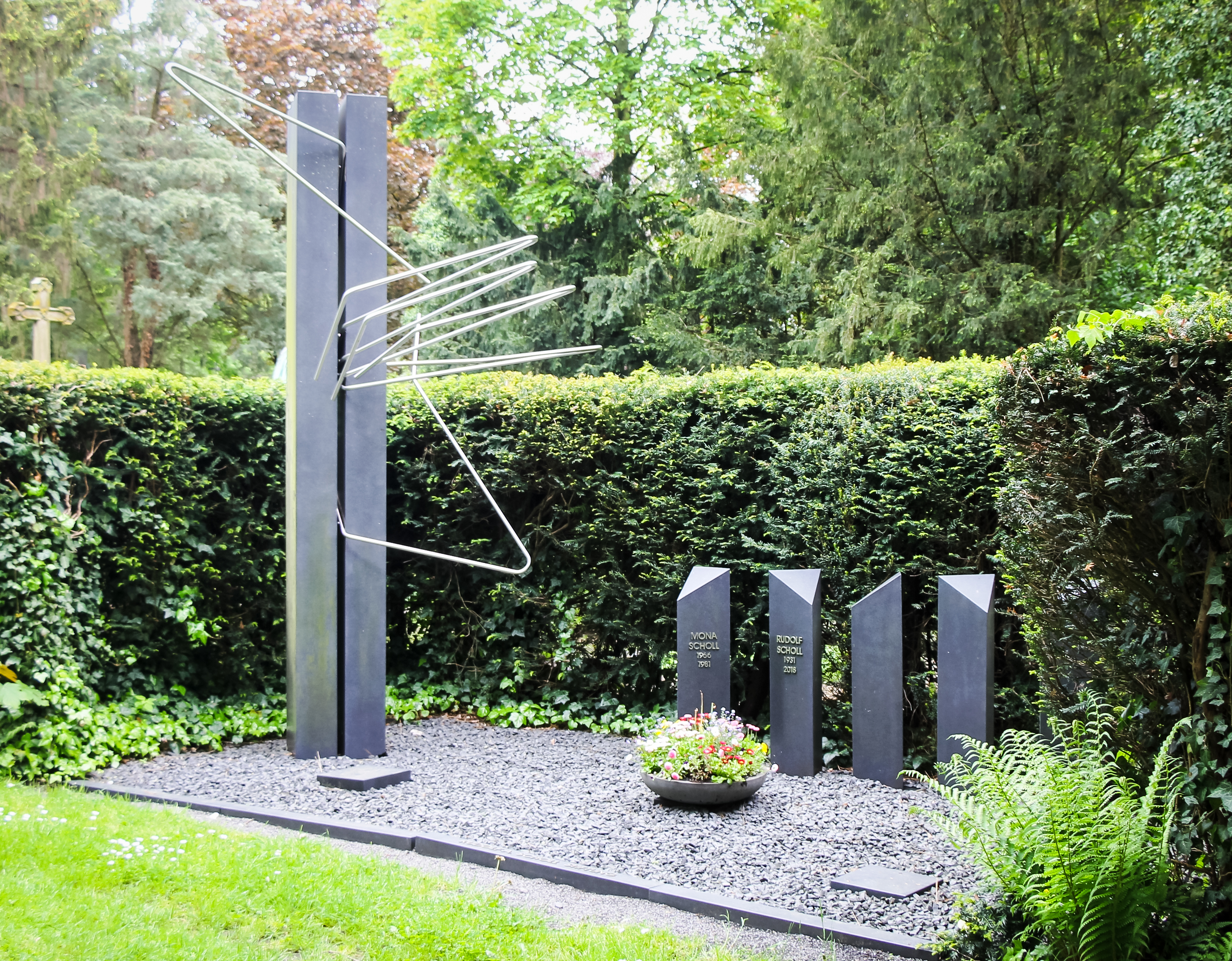
Grab auf dem Melaten-Friedhof (Mai 2023)

Viele seiner abstrakten Skulpturen, in denen schnelle Bewegungsabläufe statisch, wie „eingefroren“ sichtbar gemacht werden, finden sich als Kunst am Bau oder im öffentlichen Raum, darunter als frühes Werk 1985 die aufgerollte Treppe am Amtsgericht Wipperfürth und als eine der jüngeren Arbeiten 2004 die zweigeschossige Installation Solinger Fenstersturz am Museum Baden in Solingen.    
Rudolf Alfons Scholl erhielt mehrfach öffentliche Aufträge; seine Arbeiten wurden u. a. vom Museum Ludwig in Köln, dem Rheinischen Landesmuseum in Bonn, dem Stadtmuseum Siegburg sowie dem Museum Baden in Solingen aufgekauft. Er gründete die Scholl Stiftung, welche sich, im Zentrum der Stadt Köln im Friesenviertel gelegen, zur Aufgabe gesetzt hat, zum einen das künstlerische Werk von Scholl zu pflegen und zu würdigen, zum anderen durch Ausstellungen, Lesungen, Vorträge und Konzerte generell Kunst, Fotografie und Musik zu fördern und einen Raum für interdisziplinären, künstlerischen Dialog zu bieten. 
Scholl starb 2018 im Alter von 87 Jahren. Beigesetzt wurde er im Familiengrab auf dem Kölner Friedhof Melaten (Flur 2 in M, Nr. 138–140a).

## Ausstellungen (Auswahl)

### Einzelausstellungen
- 1960/1962 Galerie Boisserée, Köln
- 1963 Wasserturm, Hamburg
- 1992 Stadtmuseum, Siegburg
- 1992 Kunstverein Erftstadt, Lechenich
- 1998 Museum Siegburg, Feueraktion
- 2004 Museum Baden, Solingen – Arbeiten 1962–2004
- 2006 Stadthaus, Erftstadt – Schwarze Löcher
- 2008 Galerie Golkar, Berlin
- 2017 Antoniterkirche, Köln

### Gruppenausstellungen
- 1959 Kölner Künstler im Kölnischen Kunstverein
- 1960 Winterausstellung, Düsseldorf
- 1961 Gruppe “mal fünf”, Kunstverein Utrecht
- 1961 IV. Internationale Grafikausstellung, Ljubljana
- 1962 Stadthalle, Viersen, Gruppe “mal fünf”
- 1963 Rathaus, Berlin-Spandau, Gruppe “mal fünf”,
- 1963 Galleria San Fidele, Mailand
- 1964 Gruppe “mal fünf”, Galerie Schütze, Bonn-Bad Godesberg
- 1965 Rhein-Tiber-Preis, 12 Kölner Maler in Rom
- 1967 Förderpreis in der Mülheimer Stadthalle
- 1973 Internationale Informations- und Kunstmesse, Düsseldorf
- 1974/1975/1976 Internationale Kunstmesse, Basel
- 1986 3. Triennale der Kleinplastik, Fellnbach
- 1991 Große Kunstausstellung NRW, Düsseldorf
- 1998 Standpunkte, Sieben Künstler aus Europa, Foyer der Oper, Leipzig
- 2008  Galerie Skala, In Memoriam, Köln